# Melissa Anderson
Melissa Marie Anderson (San Francisco, California, Estados Unidos; 17 de agosto de 1982) más conocida bajo los nombres artísticos de Alissa Flash y Raisha Saeed, es una luchadora profesional estadounidense que destaca por su paso a la Total Nonstop Action Wrestling, además de otras empresas independientes. Actualmente se presenta en el circuito independiente para promociones como Shimmer Women Athletes.

## Carrera

### ChickFight (2004-2005)
Anderson debutó en ChickFight, bajo el nombre de Angelica y derrotando a Lena Yada y entre otras. Después formó alianzas junto a luchadoras independientes el resto de los años y siendo mánager de ellas, por lo que adoptó el apodo de Future Legend. Más tarde, se enfrentó a Wesna y ganando el World Women's Championship y perdiéndolo más tarde frente a Jetta.

### Shimmer Women Athletes (2005-2008)
Debutó en Shimmer Women Athletes bajo el nombre de Malicia y aliandoze con Allison Danger debutando como hell y realizando su debut luchistico en parejas frente a Malia Hosaka y Lacey Von Erich obteniendo la victoria y culminando un feudo con estas. Estas se enfrentaron en numerosas ocasiones en combates tanto en pareja como individuales. Más tarde se enfrentó en ocasiones frente a Moni-Que siendo derrotada. El 21 de mayo de 2007, durante un combate junto a Danger frente a Lacey Von Erich y Malia Hosaka, esta cambio a face, tras ser atacada por Danger y culminando un feudo con esta. Esto las levo a pelear en el main event de Volume 32 obteniendo la victoria después de un Kudo Driver y siendo esta su última lucha en SWA.

### Total Nonstop Action Wrestling (2008-2010)

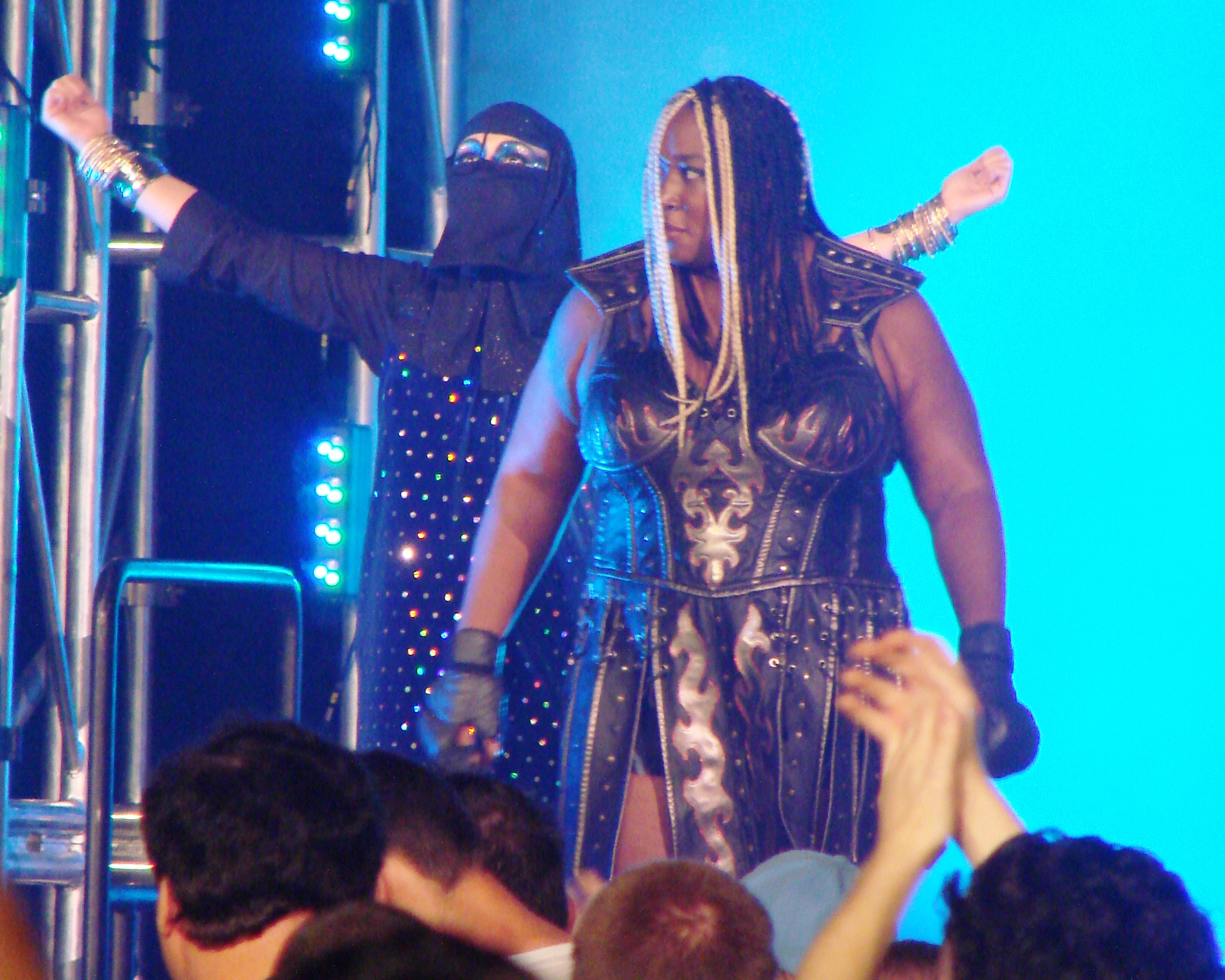
Anderson como Raisha Saeed en TNA

Debutó en la TNA bajo el nombre de Raisha Saeed, y aliandoze con Awesome Kong y Sojourner Bolt creando así el stable Kontourage. Más tarde, acompañó a Kong a conseguir el Campeonato de Knockouts de la TNA derrotando a Gail Kim. Después, en el evento Against All Odds, actuó como mánager de Awesome Kong distrayendo a ODB y así Kong conservando el título. La situación creció de tal manera que junto a Kong, en el evento Lockdown, se enfrentaron a ODB y Gail Kim siendo derrotadas. El 3 de junio, en Impact!, se enfrentó a Taylor Wilde , para la contendiente número una al Campeonato Femenino de Kong. Sin embargo, fue derrotada sin contar una interferencia de Kong. Después de esto, entró en un feudo con Kong culminando en un evento quien fue derrotada después de que Kong aplicara su Implant Buster. Tras eso, cambió su papel de Raisha Saeed a Alissa Flash entrando en feudo con Traci Brooks a quien derrotó en numerosas ocasiones. Tras eso continuo participando en combates tanto individuales como en pareja durante el 2009. Después, durante el 2010 ya no fue utilizada más en televisión por lo que fue despedida. Hizo un pequeño regreso a principios de 2011 aceptando un reto de Madison Rayne pero fue derrotada. Después, jamás regresó a la empresa.

### Circuito independiente (2011-presente)
Después de TNA y otras empresas independientes, apareció en WSU (Women's Superstars Uncensored) derrotando a otras luchadoras en diferentes ocasiones. Después, se incorporó al proyecto de Total Nonstop Action Wrestling en la India llamado Ring Ka King siendo una de las primeras luchadoras femeninas en RKK junto a Mickie James y Angelina Love.

## En lucha
- Movimientos finales
  - Air Raid Crash[1] (Over the shoulder belly to belly piledriver)
  - Damascus Drop (Elevated Boston Crab seguido de seated senton a la cabeza del rival)
  - Kudo Driver (Back to back double underhook piledriver)
  - Kundo Clutch (Fireman's carry sitout scoop slam piledriver)

- Movimientos de firma
  - 4.7 / Anderson Draw (Samoan drop)
  - Curb Stomp (Belly to belly suplex)
  - Single Minor (Forward russian legsweep)

- Mánagers
  - The Ballard Brothers
  - Awesome Kong
  - Sojournor Bolt

- Apodos
  - Future Legend - TNA
  - The Female Terminator

## Campeonatos y logros
- All Pro Wrestling
  - APW Future Legend Championship (2 veces)[2]

- ChickFight
  - Transatlantic Women's Championship (1 vez)
  - ChickFight V
  - ChickFight VII

- Northern Championship Wrestling
  - Amazones and Titans (2011) – con Jay Phenomenon[3][4]

- Pure Wrestling Association
  - PWA Elite Women's Championship (1 vez)

- Pro Wrestling World-1
  - Queen's Cup (2007)

- River City Wrestling
  - RCW Championship (1 vez)
  - RCW Tag Team Championship (1 vez) – con Darci Drake[5]

- Shimmer Women Athletes
  - Shimmer Championship (2 veces, actual)

- Pro Wrestling Illustrated
  - Situada en el Nº28 en el PWI Female 50 en 2008.[6]
  - Situada en el Nº12 en el PWI Female 50 en 2009.[7]
  - Situada en el Nº4 en el PWI Female 50 en 2010.[8]
  - Situada en el Nº6 en el PWI Female 50 en 2011.[9]
  - Situada en el Nº3 en el PWI Female 50 en 2012.[10]
  - Situada en el Nº1 en el PWI Female 50 en 2013.[11]
  - Situada en el Nº4 en el PWI Female 50 en 2014.[12]
  - Situada en el Nº14 en el PWI Female 50 en 2015.[13]
  - Situada en el N°22 en el PWI Female 50 en 2016[14]
  - Situada en el N°45 en el PWI Female 100 en 2018